# Sinagoga Beit El
The sinagoga Beit El (sinagoga "Casa di Dio"), (nota anche come Midrash Hasidim [Scuola del Devoto] e Yeshivat haMekubalim - Yeshivah dei Cabalisti - è stata (e rimane a tutt'oggi) il centro di studio cabalistico a Gerusalemme da oltre 250 anni.

## Storia della Yeshivat HaMekubalim

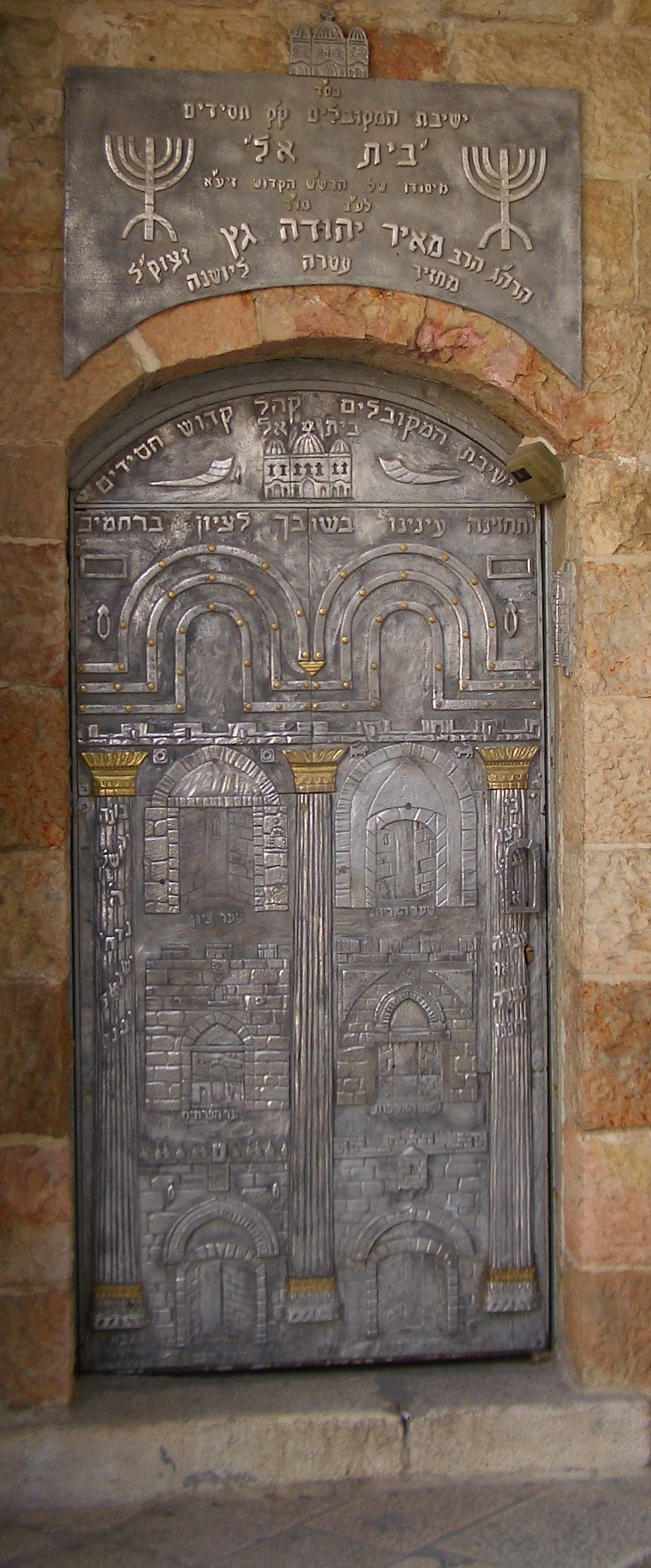
Portale d'entrata alla Yeshivat haMekubalim, che illustra tutte le 7 porte di Gerusalemme dentro le mura

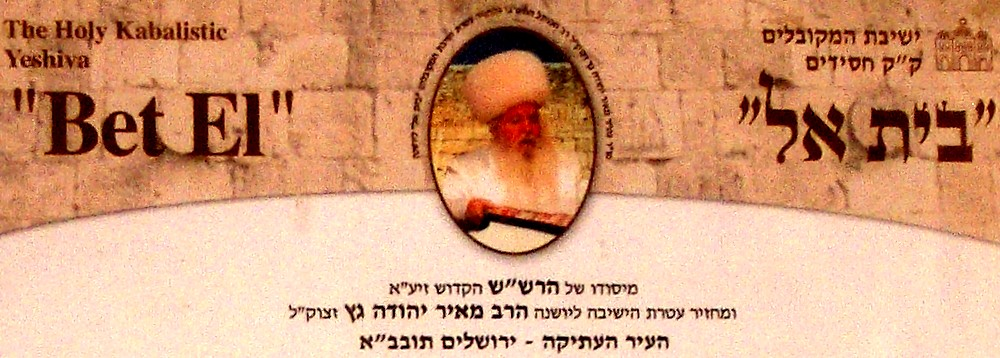
Carta intestata della Yeshiva che mostra una fotografia di Rabbi Meir Yehuda Getz

La yeshiva fu fondata nel 1737 da Rabbi Gedaliah Hayon, originario di Costantinopoli, per lo studio della Cabala ebraica nella Città Santa. Negli anni 1740, un dinamico personaggi dal nome di Shalom Mizrachi Sharabi arrivò a Gerusalemme dallo Yemen. Studiò a Beit El e col tempo divenne un eccezionale studioso e profondo cabalista. Su consiglio e raccomandazione di Rabbi Hayon, fu nominato capo della yeshivah.
Sotto la guida di Sharabi la yeshivah crebbe e divenne una delle principali yeshivah di Gerusalemme. Radunando circa quaranta studiosi, provenienti sia dalla comunità sefardita che da quella aschenazita, il solo interesse di questi saggi era quello di mirare ai livelli più alti di santità e di purezza mediante il servizio divino. Rabbi Hayon aveva organizzato la vita della yeshivah sui servizi liturgici di preghiera, che attraverso la comunione mistica con Dio portava gli studiosi alla comprensione degli insegnamenti segreti della Cabala. Rabbi Sharabi stabilì regolamenti, ordini e kavanot ("intenzioni") delle preghiere quotidiane secondo il libro di preghiere Nahar Shalom (Salonicco, 1806/5566) da lui scritto, continuando gli insegnamenti del famoso Arizal e seguendo il suo approccio cosmologico. Incorporando un profondo simbolismo cabalistico, con suppliche e pensieri/meditazioni, il suo sistema fornisce tutti gli intenti e le finalità dei meccanismi di preghiera. Conosciuto oggi come il Siddur haRashash, è rimasto, insieme a Etz `Haim di Rabbi `Haim Vital, al centro di tutti gli studi cabalistici della yeshivah.
Gli studiosi erano divisi in quattro gruppi. Il primo si svegliava a mezzanotte per recitare il Tikkun Chatzot e studiare la Cabala di Isaac Luria (detto l'Arizal) fino all'alba. Il secondo meditava sulle opere dell'Arizal da dopo  shacharit (preghiere mattutine) fino a mezzogiorno. Il terzo gruppo imparava la Mishnah col commentario di Rabbi Obadiah di Bertinoro da mezzogiorno fino al crepuscolo. Dopo ma’ariv (preghiere serali) il quarto gruppo di studiosi arrivava e imparava il Talmud e lo Shulchan Aruch.
La reputazione della yeshivah si diffuse in tutta la Terra d'Israele e la diaspora ebraica, attirando molti rabbini di fama. Tra costoro si annoverano Chaim Joseph David Azulai, Avraham Gershon di Kitov, Menachem Mendel di Shklov e Yom Tov Algazi.
Nel 1757, Rabbi Sharabi scelse dodici discepoli per formare un gruppo speciale chiamato Ahavat Shalom (amore di pace). Firmarono un impegno di eterna amicizia, che appesero alla porta dell'Arca Santa nella sinagoga. Parte del documento afferma: "...tutti i dodici di noi saranno come una sola anima gloriosa ... che se uno di noi, che Dio non voglia, incontrasse la sfortuna, noi tutti lo assisteremo ..." Una delle clausole era che se un figlio fosse nato ad uno del gruppo, tre membri sarebbero andati ad imparare la Torah vicino al neonato ogni notte fino alla sua circoncisione, per agire come custodi a salvaguardia del bambino. La notte prima del Brit Milah l'intero gruppo era incaricato di visitare e studiare lì.
I locali della sinagoga rimasero nelle mani dei leader cabalisti di ogni generazione, che ereditarono l'appartamento al piano superiore.
Alla fine del 1800, gli scritti di Eliezer Levy, che accompagnò Sir Moses Montefiore in giro per Gerusalemme, descrive come visitarono il luogo dove "pregano tutto l'anno secondo i significati mistici dell'Arizal da mezzanotte fino al pomeriggio e poi fino alla sera studiando Talmud e Zohar ". L'autorevole Sefer Etz `Haim di Rabbi Chaim Vital fu stampato per la prima volta sotto l'egida della yeshivav verso il 1866. Illustri studiosi della Cabala continuarono a emigrare a Gerusalemme per studiare nella yeshivah. Tra i luminari più rinomati, il rabbino Haim Shaul Dweck HaKohen, Rabbi Shaul Kassin (padre del famoso leader dell'ebraismo siriano, Rabbi Yaakov Kassin) e il rabbino Avraham Ades (maestro di Baba Sali) furono attirati là dalla Siria al fine di dedicarsi alla crescita spirituale.
Nel luglio 1927, un terremoto danneggiò l'edificio e la Municipalità britannica fece demolire la sinagoga. Appena fu ricevuto tale ordine, subito si progettò una nuova costruzione e otto mesi dopo, nel marzo del 1928 nuovi locali erano già disponibili. Negli anni 1930, l'illustre Chazon Ish stava recandosi al Muro Occidentale e decise di fermarsi alla sinagoga per studiarvi, dicendo “Ho grande merito nel vedere il luogo dove questi grandi personaggi e santi studiarono e pregarono”.
Durante la Guerra di Indipendenza d'Israele i contenuti dell'edificio furono saccheggiati e la sinagoga profanata. Il figlio di Rabbi Shalom Hedaya (che fu il rettore di Bet El dal 1927 al 1945, dopo la guida di Rabbi Yedidya Rafael Aboulafia e di Rabbi Massoud Alhadad), Rabbi Ovadia Hedaya, si mise all'opera per rilanciare lo studio della Cabala, nello spirito di Bet El. Rabbi Hedaya lo fece sul tetto di casa sua in via Rashi prima di assumere l'incarico nel 1958 di ricostruire la yeshivah nella nuova sezione della città, proprio sulla strada dove abitava.
Nel 1974, sei anni dopo la liberazione del Quartiere Ebraico, sul sito della precedente sinagoga Beit El nella Città Vecchia di Gerusalemme, la Yeshivah Beit El Yeshiva fu ristabilita (all'inizio col l'oscuro nome di Rishpei Esh (fiamme di fuoco), come dal Cantico dei cantici (Shir haShirim) sotto il patronato di Rabbi Meir Yehuda Getz, rinomato cabalistat, che fino alla morte fu il rabbino ufficiale della zona del Muro Occidentale. La Yeshivah di Rashi Street rimane tuttora attiva.
Il 13 settembre 1995, una speciale cerimonia fu organizzata per celebrare il completamento dei rinnovi della sinagoga nella Città Vecchia, che fu rinominata Yeshivat HaMekubalim Beit El. Si doveva inaugurare originalmente agli inizi del 1996, ma Rabbi Getz presentì che la data dovesse essere anticipata; cinque giorni dopo la celebrazione, Rabbi Getz morì. Il suo discepolo e studente più noto (talmid mouvhaq) fu scelto per portar avanti lo studio della Torah secondo lo RaShaSh entro le mura di Gerusalemme.
Uno degli alunni più famosi della yeshivah è stato Rabbi Yitzchak Kaduri, deceduto nel gennaio 2006. Il Rosh Yeshiva Rabbi Shalom Mordekhai Haim Hedaya è deceduto nel mese di Nissan, in marzo 2010. Il corrente (2013) Rosh Yeshiva di Beit El nella Città Vecchia è Rabbi Yisrael Avi`hai, mentre l'attuale Rosh Yeshiva di Beit El in Re`hov Rashi è Rabbi Raphael Hedaya (quale "facente funzioni" fino al completamento dell'anno di lutto).

## Disputa sulla ricostituzione nella Città Vecchia
Rabbi Ovadia Hedaya si trovò in contrasto con Rabbi Yehuda Getz in merito al rifiuto di Shemen Sasson (opera prima di Rabbi Sasson Farsiyado). La disputa si concluse col rigetto di Rabbi Getz come studente di Rabbi Ovadia Hedaya. Rabbi Shalom Mordekhai Haim Hedaya si oppose al nome Yeshivat HaMekubalim Beit El usato per la nuova yeshivah fondata nella Città Vecchia di Gerusalemme.

## Rashei Yeshivot
Rettori delle yeshivah
- Rabbi Gedaliah Hayon
- Rabbi Shalom Mizrahi Sharabi (HaRaShaSh)
- Rabbi Yom Tov Algazi
- Rabbi `Hezkiyahu Yits`haq Sharabi
- Rabbi Raphael Avraham Sar Shalom Sharabi
- Rabbi Benyamin Mordekhai Naboun
- Rabbi Haim Avaraham Gajin
- Rabbi Yedidiya Raphael Aboulafia (HaYaRE)
- Rabbi Sasson Farsiyado
- Rabbi Massoud Alhadad HaKohen
- Rabbi Shalom Hedaya
- Rabbi Ovadia Hedaya

A Re`hov Rashi:
- Rabbi Shalom Mordekhai `Haim Hedaya, Rabbi Yits`haq Kadouri, Rabbi Shmouel Darzi (fino al momento che i due partirono per fondare le loro proprie yeshivot).[12]
- Rabbi Raphael Yehoshou`a Ye`hiel Hedaya (come custode fino al termine del lutto e gli Hakhamim di Bet El scelgono i nuovi Rosh Yeshiva e Rav Ha`Hasid)

Nella Città Vecchia di Gerusalemme (Disputata):
- Rabbi Meïr Yehoudah Getz
- Rabbi Yisrael Avi`haï